# 大分県道27号耶馬溪院内線
大分県道27号耶馬溪院内線（おおいたけんどう27ごう やばけいいんないせん）は、大分県中津市から宇佐市に至る県道（主要地方道）である。

## 概要
中津市耶馬溪町大字深耶馬から宇佐市院内町斎藤に至る。

### 路線データ
- 起点：大分県中津市耶馬溪町[1]大字深耶馬（大分県道28号森耶馬溪線交点）
- 終点：大分県宇佐市院内町斎藤[2]（国道387号交点）
- 重要な経過地：なし[3]

## 歴史
整理番号が27の大分県道路線としては、1977年（昭和52年）2月22日に県道路線認定された院内本耶馬渓線（宇佐郡院内町 - 下毛郡本耶馬渓町）が主要地方道として存在したが、1993年（平成5年）に国道500号の一部となっている。

### 年表
- 1973年（昭和48年）4月2日 - 大分県が落合斉藤線（下毛郡本耶馬渓町大字羅漢寺 - 宇佐郡院内町大字斉藤、整理番号667）を県道路線認定[8]。
- 1993年（平成5年）5月11日 - 建設省が、県道深耶馬院内線・県道落合斉藤線の一部を耶馬渓院内線として主要地方道に指定[9]。
- 1994年（平成6年）4月1日 - 大分県が耶馬渓院内線（下毛郡本耶馬渓町 - 宇佐郡院内町、整理番号27）を県道路線認定[3]。
- 2021年（令和3年）1月7日 - 宇佐市院内町定別当地区において、道路拡幅工事のため全面通行止めとなる。通行止め時期は2021年末を予定している[10]。

## 路線状況

### 道路施設

#### トンネル
起点から
- 折戸トンネル：延長153 m、2005年（平成17年）竣工、中津市
- 岳切隧道：延長165 m、1969年（昭和44年）竣工、宇佐市

## 地理
路線認定された1994年（平成6年）4月1日から沿線において平成の大合併が始まる前日の2005年（平成17年）2月28日までは、下毛郡本耶馬渓町および宇佐郡院内町を通過する路線であった。

### 通過する自治体
- 大分県
  - 中津市 - 宇佐市

### 交差する道路
| 交差する道路              | 市町村名 | 交差する場所       | 交差する場所 |
| ------------------------- | -------- | ------------------ | ------------ |
| 大分県道28号森耶馬溪線    | 中津市   | 耶馬溪町大字深耶馬 | 起点         |
| 大分県道602号深耶馬玖珠線 | 中津市   | 耶馬溪町大字深耶馬 |              |
| 大分県道667号落合斉藤線   | 宇佐市   | 院内町月俣         |              |
| 国道387号                 | 宇佐市   | 院内町斎藤         | 終点         |

### 沿線
- 折戸温泉
- 院内郵便局